# هيروجي إيمامورا
هيروجي إيمامورا (باليابانية: 今村 博治) (27 أبريل 1949 في شيغا في اليابان – )؛ هو لاعب كرة قدم ياباني سابق كان يلعب كمهاجم. سبق له أن لعب مع منتخب اليابان.

## وصلات خارجية
- هيروجي إيمامورا على موقع ناشيونال فوتبول تيمز (الإنجليزية)

- National Football Teams
- Japan National Football Team Database